# Aliana Schmitz
Aliana Schmitz (* 27. Januar 1998) ist eine deutsche Schauspielerin, Synchron- und Hörspielsprecherin.
Seit 2004 hat sie in Filmen und Hörbüchern den Schauspielern in der Synchronfassung ihre Stimme gegeben. In dem Hörspiel Die Alchemistin sprach sie die Rolle Tess, weiterhin spricht sie in der Serie Brothers & Sisters die Rolle von Kerris Dorsey (Page Wedon), in Breaking Bad das Indianermädchen, in Ice Age 3 die Dinosaurierbabies, in der Serie Welcome, Mrs. President die Serienrolle von Jasmine Jessica Anthony (Amy Calloway), in der Serie Die Superkumpel die kleine Schwester von Ben sowie seit 2009 in der Fernsehserie Mad Men die Rolle der Sally Draper.